# Král Krysa
Král Krysa (anglicky: King Rat) je literární prvotina australského spisovatele Jamese Clavella z roku 1962. Děj románu se odehrává během druhé světové války a popisuje boj australských, britských a amerických válečných zajatců o přežití v japonském zajateckém táboře Čangi u Singapuru. Do příběhu Clavell promítl vlastní zážitky (jedna z hlavních postav, anglický poručík Peter Marlowe, je autorovým alter egem) z tříletého pobytu v tomto nechvalně proslulém místě, jímž prošlo na 87 000 zajatců.
Přestože je kniha řazena mezi beletrii, její výpověď je založena na skutečnosti. Autor dokázal (snad díky vlastním zážitkům ze zajetí) dát knize autentičnost.

## Děj
Kniha samotná velmi věrně popisuje japonskou mentalitu v době války. Krutost japonských vojáků a jejich odhodlání za každou cenu dodržet daný rozkaz dělaly z japonských zajateckých táborů nejhorší a nejtvrdší místa tohoto druhu. Za těchto okolností se ze zajatců stali lidé, kteří už vlastně lidmi ani nebyli. Přesto se mezi nimi našel muž, který i tam dokázal žít – americký desátník, zvaný Král (the King). Ostatní zajatci ho nenáviděli, ale potřebovali ho: jeho schopnost opatřit, prodat nebo sehnat cokoliv, zejména jídlo (King zřídil v podzemí tábora farmu na chov krys, které pak prodával místním za velké peníze jako pochoutku) a léky ho chránila a zajišťovala mu mimořádné postavení mezi vězni. Až přátelství se zásadovým a čestným Peterem Marlowem mu ukázalo, že peníze a z nich plynoucí moc nejsou v životě vším.
První američtí důstojníci, kteří dorazili po japonské kapitulaci do Čangi, nechápali, jak mohli tito lidé přežít. A zajatci, kteří se tolik let těšili domů, měli najednou strach, strach z budoucnosti, strach z návratu domů. A nejhorší šok to byl pro Krále, pro člověka, který byl v táboře téměř bohem a tam venku byl ničím, bez domova, bez přátel, zlomený a sám.
Tři a půl roku strávených v Čangi podkopalo fyzický i psychický stav zajatců. A přesto přežili…

## Další zpracování
V roce 1965 byl román zfilmován britským režisérem Bryanem Forbesem (v americké produkci).